# Сант'Агата Фосили
Сант'Агата Фосили (итал. Sant'Agata Fossili) је насеље у Италији у округу Алесандрија, региону Пијемонт.
Према процени из 2011. у насељу је живело 264 становника. Насеље се налази на надморској висини од 437 м.

## Становништво
| 1931. | 1936. | 1951. | 1961. | 1971. | 1981. | 1991. | 2001. | 2011. |
| ----- | ----- | ----- | ----- | ----- | ----- | ----- | ----- | ----- |
| 917   | 832   | 703   | 599   | 486   | 402   | 362   | 413   | 441   |